# بيني بيتن
بيني بيتن (بالإنجليزية: Benny Peyton)‏ هو عازف جاز أمريكي، ولد في 1890، وتوفي في 1965.